# César Charlone
César Charlone (Montevidéu, 19 de abril de 1958) é um fotógrafo e cineasta uruguaio radicado no Brasil.
Começou sua carreira filmando comerciais e documentários no Brasil e na Suécia. Charlone trabalhou como fotógrafo nos filmes Palace II, Cidade de Deus, O Jardineiro Fiel (filme) e Ensaio Sobre a Cegueira de Fernando Meirelles.
Em 2004, ele foi indicado para o Oscar de Melhor Fotografia por seu trabalho no filme aclamado Cidade de Deus .
Em 2006, foi chamado para participar da Academia de Artes e Ciências Cinematográficas (AMPAS)
Em 2007, dirigiu seu primeiro longa-metragem, O Banheiro do Papa , que foi selecionado pelo Uruguai como representante oficial para o Prêmio 80º Oscar de Melhor Filme Estrangeiro .
Em 2016, dirigiu 3%, a primeira série original brasileira da Netflix.

## Filmografia - fotógrafo
- Ensaio Sobre a Cegueira (2008)
- Stranded: I Have Come from a Plane That Crashed on the Mountains (2007)
- O Banheiro do Papa (2007, também diretor)
- The Constant Gardener (filme) (2005)
- Sucker Free City (2004) (TV)
- Cidade de Deus (2002) (como diretor de fotografia)
- Cidade dos Homens  (2002) (episódio "A Coroa do Imperador", como diretor e escritor)
- Palace II (2001)
- Verger: Mensageiro Entre Dois Mundos (1998)
- Como Nascem os Anjos (1996)
- Doida Demais (1989)
- Feliz Ano Velho (1987)
- O Homem da Capa Preta (1986)
- Aqueles Dois (1985)
- Em Nome da Segurança Nacional (1984)